# جیجاق سرسیاه
جیجاق سرسیاه یا جیجاق نیزه‌ای (نام علمی: Garrulus lanceolatus) نام یک گونه از سرده جیجاق‌های بلوطی است.